# 宜山秋海棠
宜山秋海棠（学名：Begonia yishanensis）是秋海棠科秋海棠属的植物。分布于中国大陆的广西等地，目前尚未由人工引种栽培。